# 우천중학교
우천중학교(隅川中學校)는 대한민국 강원특별자치도 횡성군 우천면 문암리에 있는 공립 중학교이다.

## 학교 연혁
- 1954년 5월 10일 : 우천중학교 설립인가 (3학급)
- 1954년 9월 1일 : 개교 (횡성군 우천면 문암리 24)
- 2001년 3월 1일 : 학칙변경(특수학급 신설 7학급)
- 2012년 3월 1일 : 학칙변경(학급감소 4학급, 특수학급 포함)
- 2023년 3월 1일 : 제30대 김세호 교장 부임
- 2025년 1월 2일 : 제71회 졸업식 거행(13명, 누계 6,200명)

## 참고 자료
- 우천중학교 - 한국교육학술정보원 학교알리미